# Guilty Gear 2: Overture
Guilty Gear 2: Overture (ギルティギア2オーヴァチュア?, Giruti Gia Tsū Ōvachua) è un videogioco pubblicato dalla Arc System Works per Xbox 360 nel 2007. Il videogioco è il sequel di Guilty Gear, ma rispetto al suo predecessore fa largo utilizzo di grafica in 3D. La versione distribuita in Nord America è stata pubblicata dalla Aksys Games nel 2007, mentre quella destinata al mercato europeo è stata pubblicata dalla 505 Games nel 2009.

## Trama
In seguito agli eventi di Guilty Gear, Ky Kiske è stato eletto re di Illyria e con Dizzy ha avuto un figlio, che ha chiamato Sin Kiske. La nomina a re ha portato Ky ad affidare il proprio figlio al cacciatore di taglie Sol Badguy, affinché lo istruisse ed addestrasse a diventare anch’egli un cacciatore di taglie. Sin, essendo in parte un Gear, è cresciuto precocemente, diventando già adulto all’età di cinque anni.
Mentre Sin e Sol stanno adempiendo a un incarico, vengono attaccati da un'armata di mostri proveniente da un'altra dimensione (chiamata "the Backyard") e guidata da un Gear privo di emozioni e dalle sembianze femminili chiamata Valentine. Lo scopo di Valentine è quello di rapire Dizzy, il cui DNA, contenente una parte di Justice, le permetterebbe di sbloccare “The Cube”, una struttura bloccata all’interno del Backyard in grado di fornire il potere di dominare e modificare la realtà a chi la controlla. Durante questo scontro interviene Izuna, uno stregone che li aiuta e fa poi rientro con loro al castello di Illyria. Giunti lì trovano tutte le armate del castello sconfitte e il re Ky bloccato dalla magia di un potente Gear dalle sembianze umane chiamato Raven. Sol lo affronta, facendolo ritirare e fuggire. Il gruppo parte quindi alla ricerca di Dr.Paradigm, un Gear con l’aspetto dragonico con eccellenti doti magiche. Lo stesso Dr.Paradigm si è fatto rinchiudere all’interno del Backyard durante le crociate per sfuggire al controllo di Justice.
Il gruppo, guidato da Izuna, raggiunge così l’arcipelago di Ganymede, un luogo dove i Gear vivono in pace lontano dagli umani. In questo territorio, attaccato dalle creature del Backyard, scoprono che Izuna è stato mandato dallo stesso Dr.Paradigm affinché conducesse Sol da lui per difendere Ganymede ed impedire ulteriori attacchi. Paradigm si unisce al gruppo che, una volta fatto ritorno al castello, riesce a liberare Ky, con cui Sin ha una discussione che lo porta ad allontanarsi e a venire catturato da Valentine. Grazie a Dr.Paradigm, si apprende che Sin, essendo figlio di Dizzy, ha anche lui nel suo DNA una parte di Justice. Successivamente il castello viene attaccato da un’armata di creature del Backyard e Ky si offre di tenere a bada l’attacco cercando di temporeggiare fintanto che gli altri non troveranno Sin e fermeranno Valentine.
Sol, Izuna e il Dr.Paradigm riescono a rintracciare Sin e a portarlo in salvo. Il Dr.Paradigm riesce ad aprire un portale per permettere al gruppo di entrare nel Backyard, ma da quella via d’accesso fuoriesce “L’Innominato”, ovvero colui che ha creato i Gear e ha reso tale anche Sol. Egli è anche il responsabile della morte della ragazza di Sol, della creazione di Justice e delle varie guerre contro i Gear. L'uomo riconosce subito Sol e lo chiama con il suo vero nome, “Frederick”. Inizia quindi uno scontro tra loro e Sol si trova costretto a far uso del suo potere Gear per difendersi. Tuttavia, nonostante la sua forza, non solo non riesce a sconfiggere l'avversario, ma non gli procura nessun danno. L’innominato, ritenendo quello scontro inutile, ferma il conflitto e chiede a Sol di entrare nel portale per fermare Valentine.
Una volta attraversato ritrovano Valentine che sta acquisendo i poteri di “The Cube” grazie al DNA sottratto a Sin durante la sua cattura. Sol riesce a bloccare questo processo, provocando in Valentine un enorme senso di rabbia che la trasforma in un Gear dalle dimensioni colossali. Sol riesce a neutralizzare sia il Gear che l’anima di Valentine scoprendo che in lei viveva una parte della sua vecchia ragazza, Aria. In seguito allo scontro, Sol rimane bloccato nel Backyard, e raggiunto dall’innominato questo gli conferma che Aria è morta da molto tempo. Sol gli promette che un giorno lo ucciderà e, una volta riportato nel mondo reale, riprende il suo viaggio per distruggere i Gears e fermare l’innominato, dando inizio agli eventi di  Guilty Gear Xrd.

## Personaggi
Guilty Gear 2: Overture offre al giocatore diversi personaggi tra cui scegliere. Alcuni dei personaggi compaiono anche nel gioco precedente. Tra i personaggi principali ci sono:
- Sol Badguy: un cacciatore di taglie ed ex membro del Sacro Ordine dei Cavalieri. Sol è per metà un Gear e ha 150 anni. il suo obbiettivo è portare all'estinzione i Gear. Sol è un potente spadaccino ed è in grado di utilizzare i poteri dei Gear.
- Ky Kiske: è il primo re del regno di Illyria. È l'acerrimo rivale di Sol. Sotto il suo comando fu possibile porre termine alla Crociata centenaria contro i Gear. Combatte per mantenere la pace nel mondo. È il marito di Dizzy, una ragazza in parte Gear, dalla quale ha avuto un figlio, Sin Kiske. La sua arma gli permette di controllare i fulmini.
- Sin: figlio di Ky. Anche lui cacciatore di taglie, è anche lui in parte un Gear. Porta sempre una benda sull'occhio ed usa una bandiera come arma. È estremamente abile con la magia flammea.
- Izuna è un potente stregone; è in parte uno spirito che dimora in un'altra dimensione.
- Dr. Paradigm è una creatura che detesta gli umani. Si è fatto incarcerare durante la guerra centenaria per sfuggire al controllo di Justice. È protetto da una bolla protettiva.
- Valentine è una ragazza priva di emozioni e sentimenti ed è intimidatoria poiché sembra una bambola parlante. È estremamente abile con la magia oscura.

Tra i personaggi non giocabili degni di nota compare "L'innominato", ovvero il nemico principale della serie. È colui che ha creato i Gears. ha reso Sol un Gear ed ha ucciso la sua fidanzata rendendola il primo Gear funzionante. A causa delle sue azioni, si sono scatenate diverse guerre, tra cui la centenaria crociata contro i Gear.

## Modalità di gioco
Guilty Gear 2: Overture offre diverse modalità di gioco. La modalità di gioco principale è la "Campagna", ovvero la modalità storia del gioco. Questa modalità si suddivide in diverse "missioni", ognuna delle quali contiene sia una fase di gioco che una fase di narrazione, nella quale vengono mostrati gli eventi di gioco.
È disponibile anche una modalità Online che permette ai giocatori di affrontare altri giocatori in rete. Tra le altre modalità c'è la modalità "esibizione", che consiste in una modalità uno contro uno per due giocatori. In questa modalità è possibile scegliere l'arena in cui scontrarsi, il personaggio (e i suoi abiti) e la musica da usare durante lo scontro, oltre a diverse modifiche selezionabili per lo scontro.
La modalità "missione libera" offre invece al giocatore diverse missioni da affrontare in solitaria, con una difficoltà sempre maggiore.
Un'altra delle modalità presenti all'interno del gioco è la modalità "allenamento", che permette al giocatore di provare diverse combinazioni di tasti e provare diverse strategie per poi sfruttarle durante le varie missioni.
Il gioco permette anche di creare e salvare dei video durante gli scontri: i video sono visualizzabili nella sezione "visualizza replay" del menù principale.
Guilty Gear 2: Overture è il primo (e unico) gioco della serie ad avere uno stile di gioco hack and slash piuttosto che uno stile picchiaduro classico o uno stile picchiaduro a scorrimento laterale. Il gioco fa inoltre largo uso della grafica tridimensionale. Il gioco offre inoltre una componente strategica in tempo reale, utilizzata però solo in determinate situazioni. In Guilty Gear 2: Overture è anche possibile affrontare tutte le missioni in due giocatori, così da permettere un migliore coordinamento delle truppe e della strategia a chi gioca.
Nella fase di gioco, il giocatore dovrà affrontare ondate di nemici all'interno di un'arena, all'interno della quale è possibile muoversi dove si vuole. L'obbiettivo del giocatore è quello di portare a termine tutti gli incarichi all'interno dell'arena e il fallirne uno porta a un game over. Il giocatore ha a disposizione diversi personaggi tra cui scegliere e durante la fase di gioco avrà diverse abilità e armi da utilizzare. Oltre alla barra della vita del personaggio, è presente una barra chiamata "tension gauge", la quale, una volta riempita permetterà al giocatore di sferrare una mossa potente e in grado di sconfiggere molti nemici, attraverso una determinata combinazione di tasti.
Il giocatore può inoltre ordinare alle truppe di muoversi in determinati punti, per esempio per difendere una determinata zona. Il giocatore può catturare degli "spiriti", i quali saranno in grado di fornire nuove truppe o potenziamenti alle abilità o alle armi dei personaggi. Il giocatore, in alcune situazioni dovrà ordinare alle truppe di muoversi in un'altra zona, nel caso in cui ci siano diverse zone da difendere come obbiettivo. Ogni truppa avrà però le proprie resistenze e debolezze e il giocatore deve tenere conto anche di questo fattore quando dà degli ordini a una truppa. Una volta raccolti abbastanza potenziamenti e dopo aver formato un esercito sufficientemente potente, si potrà affrontare il nemico finale del livello, il quale, una volta sconfitto, concluderà il livello e permetterà al giocatore di proseguire con la storia. Inoltre, ogni giocatore potrà utilizzare un'abilità di corsa per muoversi più velocemente all'interno dell'arena e per coprire più zone in minor tempo.
Ogni personaggio all'interno del titolo ha le proprie abilità e strategie, così da permettere al giocatore approcci diversi durante la missione. Un'altra caratteristica di Guilty Gear 2: Overture sono gli incantesimi. Ogni personaggio può usare degli incantesimi, che possono fornire dei bonus alle statistiche del giocatore oppure possono essere utilizzati come attacco contro i nemici. Alcuni incantesimi permettono al giocatore di ispezionare tutta l'area circostante, per individuare nemici o tesori nascosti. Durante ogni fase di gioco, ci sarà inoltre un timer, che, una volta raggiunto lo zero concluderà la partita e costringerà il giocatore a riprovarla.

## Pubblicazione
Guilty Gear 2: Overture è stato pubblicato il 29 novembre 2007 in Giappone, mentre in America il gioco è stato pubblicato da Aksys Games il 7 ottobre 2008. Il gioco è stato pubblicato in Europa da 505 Games il 25 settembre 2009. Guilty Gear 2: Overture è stato pubblicato in esclusiva per Xbox 360.  Il gioco è stato in seguito ripubblicato per Microsoft Windows il 31 marzo 2016 sulla piattaforma steam.

## Accoglienza
| Testata        | Giudizio |
| -------------- | -------- |
| SpazioGames.it | 4.5/10   |
| Games4all      | 6/10     |
| IGN America    | 5.5/10   |
| Destructoid    | 3/10     |
| Famitsu        | 25/40    |
| metacritic     | 56/100   |

Guilty Gear 2: Overture è stato fortemente criticato ed ha ricevuto recensioni perlopiù sfavorevoli.
Spaziogames.it ha criticato fortemente le meccaniche di gioco, definendole estremamente macchinose e in alcuni casi pure difficili da sfruttare al meglio, notando che alla fine non vengono nemmeno utilizzate totalmente. Sempre la stessa testata ha inoltre criticato lo stile delle battaglie, definendole caotiche e difficili da gestire, poiché ci sono troppi elementi di cui tener conto sullo schermo. Nonostante le critiche, Spaziogames ha apprezzato i vari personaggi e la longevità delle varie modalità del gioco.
IGN ha criticato il gioco, definendo la grafica del titolo poco curata, ma ha elogiato la componente narrativa e le varie missioni del titolo.
Destructoid ha definito il gioco un interessante esperimento, ma ha fortemente criticato le meccaniche e l'eccessiva semplicità del titolo; inoltre ha definito la trama del gioco e l'intera campagna noiosa a causa della storia troppo complessa e difficile da comprendere a chi non ha giocato i titoli precedenti.
Sul sito aggregatore di recensioni Metacritic, il titolo ha una valutazione di 56 su cento, il più basso della serie.
La testata Gamespot ha apprezzato la componente hack and slash insieme alla meccanica strategica del gioco e ha apprezzato la grafica, ma ha criticato le varie meccaniche del gioco, definendo la parte strategica quasi del tutto inutile e ha definito  la storia del gioco incoerente e priva di senso. 
La versione per Microsoft Windows, rilasciata anni dopo la pubblicazione originale, presenta gli stessi difetti e problemi della versione originale. La testata GameGeek ha criticato tali errori, non ammissibili dopo tanti anni dall'uscita e ha criticato la grafica del gioco e la storia, definendola gestita male e fin troppo noiosa in determinati punti.